# Letiště Vrchlabí
Letiště Vrchlabí je veřejné vnitrostátní letiště v královéhradeckém obci Lánov. Nachází se 2,5 kilometru od středu Vrchlabí, v úrovni 490 m n. m., což ho dělá nejvýše položeným letištěm v Česku. Má jednu travnatou vzletovou a přistávací dráhu 11/29, její rozměry jsou 800 x 125 metrů. Letiště provozuje letecká škola Vrchlabí a.s., která poskytuje školení, kurzy, vyhlídkové lety a letecký výcvik.
Poblíž se nachází autobusová zastávka Vrchlabí, letiště. Sezónně zde funguje restaurace, nejbližší letiště je 27 km vzdálené letiště Dvůr Králové a nejbližší mezinárodní letiště je letiště v Mnichovu Hradišti (47 km).
V roce 2019 se mělo na letišti  konat Mistrovství světa v Paraski.

## Historie
Letiště založil v roce 1947 Krkonošský aeroklub Vrchlabí, který po válce navázal na předválečné letecké aktivity místního klubu VDF, který létal ještě z jižního svahu Jankova kopce a z vrcholku Zadního Žalého. Aeroklub získal rozsáhlé pozemky přídělem, směnou a nákupem převážně od Lánovských zemědělců. Již v roce 1948 byl postaven malý hangár, v roce 1949 zažádal aeroklub o stavební povolení na stavbu velkého hangáru, a také získal od obce Lánov budovu bývalé betonárky, kde později vznikla současná budova letecké školy. Současně s tím, založil Krkonošský aeroklub Vrchlabí v roce 1949 plachtařské středisko.
V roce 1950 přešla činnost pod Doslet a v roce 1953 byly všechny činnosti v podstatě násilně[zdroj?] začleněny pod polovojenskou organizaci Svazarm, která rozvinula na letišti činnost Ústřední plachtařské školy, která později poskytovala také výcvik motorový.
Po pádu komunistického režimu bylo letiště i s přilehlými pozemky zapsáno bez řádného[zdroj?] vypořádání majetkových vztahů na nového majitele Aeroklub Čech a Moravy. Ten v roce 1992 založil spolu s městem Vrchlabí a společností Ingtours akciovou společnost Letecká škola Vrchlabí a.s.
Krkonošský aeroklub Vrchlabí jako zakladatel letiště zahájil v roce 2017 kroky směřující k navrácení letiště do svého majetku, zejména z důvodu omezení rizika plynoucího z držení letiště komerční organizací. V tomto záměru je aeroklub podporován městem Vrchlabí, které je minoritním akcionářem Letecké školy Vrchlabí.[zdroj?]

## Záměr rozšíření
Starostové Vrchlabí a okolních obcí kolem roku 2011 zamýšleli rozšíření letiště a postavení nové dráhy, na kterou by mohla přistávat menší dopravní letadla. Město ho chtělo rozšířit pro posílení turistického ruchu a urychlení cesty do Prahy z 3,5 hodiny autem na 30 minut letadlem. V úmyslu bylo nové zázemí, odbavovací prostor, parkoviště i malý hotel.